# 村上健一
村上 健一（むらかみ けんいち）は、日本の科学技術官僚。科学技術事務次官、日本原子力研究所理事長、高度情報科学技術研究機構会長、原子力安全技術センター会長などを歴任した。

## 人物・経歴
熊本県立熊本高等学校を経て、1960年九州大学農学部卒業、科学技術庁入庁。1978年科学技術庁原子力安全局核燃料規制課長。1986年通商産業大臣官房審議官。1988年科学技術庁原子力安全局長。1991年科学技術庁科学技術政策研究所長。1992年科学審議官。1994年科学技術事務次官。1995年日本原子力研究所副理事長。2000年日本原子力研究所理事長。2002年日本原子力研究所顧問、高度情報科学技術研究機構会長。2005年原子力安全技術センター会長。2006年技術同友会代表理事・代表幹事。平成19年春の叙勲で瑞宝重光章受章。

## 脚註
1. ↑  原研 理事長に村上氏就任原子力産業新聞2000年4月6日 第2032号 ＜1面＞
2. ↑  「 科学技術イノベーション政策の形成と共に進化する政策研究を目指して―科学技術・学術政策研究所創立30周年記念誌―」資料編1）歴代所長/総務研究官
3. ↑  「子会社および関連会社に就いている退職公務員等の状況」 日本原子力研究開発機構
4. ↑  11．関連公益法人等 （平成18事業年度 財務諸表附属明細書から抜粋） 日本原子力研究開発機構
5. ↑  歴代役員等 原子力安全技術センター
6. ↑  歴代代表理事／代表幹事名技術同友会
7. ↑  ◎村上健一（みらかみ・けんいち）、顔 元科学技術事務次官、平成19年春・重光章受章 共同通信
8. ↑  「春の叙勲 山口日商会頭が旭日大綬章」原子力産業新聞 2007年5月10日 第2378号 ＜2面＞